# Ilya Ilitch Metchnikov
Ilya Metchnikov, en ukrainien: Ілля Мечніков, francisé en Élie Metchnikoff, né le 15 mai 1845 à Ivanivka près de Kharkiv et mort le 15 juillet 1916 à Paris, est un zoologiste, bactériologiste et immunologiste sujet de l'Empire russe.
On doit à Metchnikov la découverte des mécanismes de défense immunitaire contre les bactéries au moyen des globules blancs : la phagocytose. Il est avec Paul Ehrlich co-lauréat du prix Nobel de physiologie ou médecine en 1908.

## Biographie
Metchnikov était le fils d'Ilya Metchnikov, officier en retraite, et d'Émilia Nevakhovitch, sœur de Mikhaïl Nevakhovitch, issus du mariage d'un riche homme d'affaires et littérateur juif converti au luthéranisme et de son épouse luthérienne allemande. Sa carrière comme naturaliste commença par un contretemps. S'étant présenté un mois trop tôt à Wurtzbourg pour ses études de zoologie, il repartit découragé avant le début du semestre. Il s'inscrivit alors en 1862 à l'université de Kharkiv, où il obtint deux ans plus tard son diplôme de zoologiste. Il retourna ensuite en Allemagne, aux universités de Giessen, Göttingen et Munich, où il s'est intéressé, entre autres, à la reproduction sexuée et non sexuée d’Ascaris nigrovenosa, le ténia de la grenouille.
Une bourse de son pays lui permit de travailler à l'Institut de biologie marine de Naples où, avec un collègue russe, il fit des recherches sur les éponges.
En 1867, on l'appela comme enseignant à l'université d'Odesa, où il ne resta que peu de temps. Saint-Pétersbourg lui offrait une chaire de professeur de zoologie, et Metchnikoff y répondit, pour revenir à Naples peu après. À son retour à Saint-Pétersbourg, il tomba malade. Ludmilla Fedorovitch, la fille d'un ami, le soigna affectueusement, et, après sa guérison, ils se fiancèrent. Le mariage, en 1869, fut assombri par la grave tuberculose de Ludmilla, et leurs deux premières années de mariage se passèrent à essayer de la guérir.
À La Spezia, Metchnikoff fit des recherches sur l'embryologie des étoiles de mer. Il passa ensuite quelques mois à Odesa. Sa femme et lui mettaient leur espoir dans l'efficacité d'une cure à Madère, mais en vain. Ludmilla mourut le 20 avril 1873, et Metchnikoff fut en proie à une crise de dépression. Sa tentative de suicide échoua en raison d'une dose de morphine trop faible.
Une fois guéri, il reprit ses recherches en sciences naturelles. En 1875, il travailla encore à l'université d'Odesa et épousa la jeune Olha Belokopitova. Des querelles avec ses collègues, la situation politique de son pays, des ennuis personnels et la maladie le conduisirent à une deuxième tentative de suicide. Metchnikoff se contamina avec le sang d'un de ses malades atteint de fièvre récurrente, dans l'idée que cette maladie serait mortelle. Mais, après avoir présenté divers symptômes, il en réchappa, et poursuivit à partir de 1882 ses recherches à Messine.
C'est là qu'il commença ses études sur les phagocytes. Dans le tissu de l'intestin de l'anémone de mer, il découvrit des cellules qui sécrètent un colorant pendant qu'elles se placent en forme d'amibes autour de leur particule[pas clair]. Le savant se demanda si des processus semblables ne seraient pas associés à la lutte contre les agents pathogènes de maladies. Effectivement, du pus se formait autour des aiguilles d'un arbre de Noël quand il les piquait dans des larves d'étoile de mer. Metchnikoff développa la notion de « macrophages » pour de telles cellules, qui réduisent les corps étrangers qui ont pénétré le système, et il qualifia de « microphages » celles qui sont connues aujourd'hui sous le nom de granulocytes neutrophiles. Il est ainsi le premier à avoir saisi l'importance de ces cellules pour la défense immunitaire.

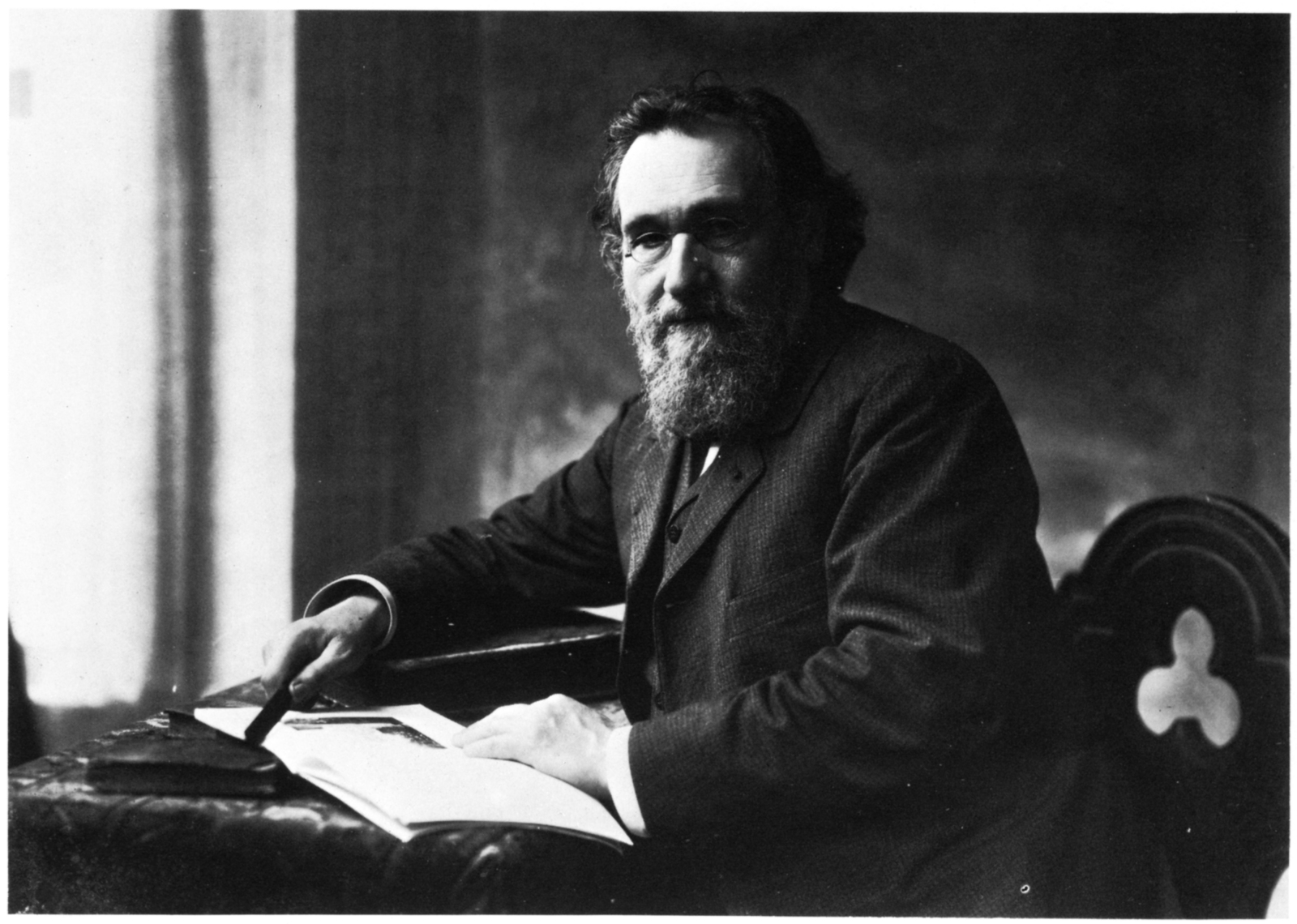
Metchnikoff à sa table de travail
photographié par Nadar

En 1887, Metchnikoff, dont la situation à Odesa était devenue difficile à cause de l'hostilité que lui avait valu sa pratique des vaccins contre la rage, rencontra Pasteur et lui demanda un poste de laboratoire à l'Institut Pasteur qui était en train de se créer. Un an plus tard, il s'installa à Paris, où il demeura jusqu'à la fin de ses jours, et devint en 1904 vice-directeur de l'Institut.
En 1908, il est co-lauréat avec Paul Ehrlich du prix Nobel de physiologie ou médecine « en reconnaissance de leurs travaux sur l'immunité » (plus précisément, pour la découverte de la phagocytose). Parallèlement, il obtint une grande notoriété avec ses recherches dans le cadre de ses études sur les probiotiques : les bactéries qui produisent l'acide lactique, comme cela se passe dans le lait caillé et le yaourt, mais surtout dans le kéfir, servent d'après ses conceptions à prolonger la vie. En outre, il s'occupa de différentes maladies infectieuses, entre autres la syphilis qu'il transmit à des singes anthropoïdes afin d'avoir un modèle d'animal pour ses recherches. Contrairement à Pasteur, chrétien pratiquant, il était rationaliste et hostile aux religions.
En 1919 fut fondé à Moscou l'Institut Metchnikoff pour les maladies infectieuses.
Son frère Léon Metchnikoff (1838-1888) est un géographe russe, secrétaire et ami d'Élisée Reclus, et adepte de l'anarchisme.
Son urne funéraire se trouve dans la bibliothèque de l'Institut Pasteur.

## Publications
- Leçons sur la pathologie comparée de l'inflammation, G. Masson (Paris), 1892, lire en ligne sur Gallica.
- L'Immunité dans les maladies infectieuses, Masson & Cie (Paris), 1901, lire en ligne sur Gallica.
- Études sur la nature humaine : essai de philosophie optimiste[5], Masson (Paris), 1903, Texte intégral en ligne.
- Essais optimistes, [deuxième édition revue et augmentée], A. Maloine (Paris), 1914.
- Trois fondateurs de la médecine moderne: Pasteur, Lister, Koch: derniers écrits, Éd. Félix Alcan, Nouvelle collection scientifique, 1933.
- Souvenirs. Recueil d'articles autobiographiques[6], Éditions en langues étrangères, Moscou, 1959.

Préface
- Raymond Petit (Dr) : Phagocytes en chirurgie, antisepsie, hémostase, régénération des tissus ; applications récentes en chirurgie de guerre, Masson (Paris), 1915, lire en ligne sur Gallica.

## Honneurs
Le 8 août 1913, Elie Metchnikoff, sous-directeur de l'Institut Pasteur, est promu commandeur de la Légion d'honneur.

### Décorations françaises
|  |

- Commandeur de la Légion d'honneur (8 août 1913)[7]

## Hommage

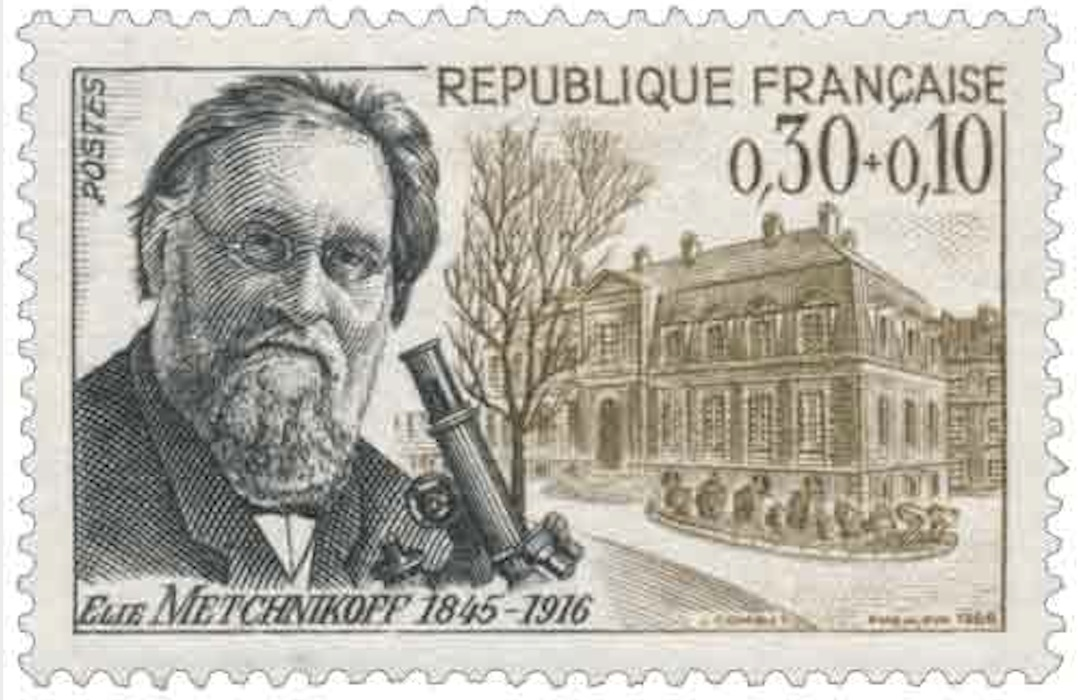
Timbre commémoratif

Deux timbres à son effigie ont été émis par l'URSS en 1945 pour le centenaire de sa naissance, puis un autre en 1963 pour le 75e anniversaire de l'Institut Pasteur de Paris. 
La Poste française a émis un timbre en 1966 pour le cinquantième anniversaire de sa disparition.
À Odessa:
- des plaques commémoratives sont installées sur les bâtiments où il a travaillé et a vécu le savant[8] ;
- son nom attribué à une rue et un square ;
- le nom du savant est attribué à l'Université nationale d'Odessa, dont les meilleurs étudiants en langue française obtiennent le prix Metchnikov.

Un bâtiment porte son nom sur le campus de l'Institut Pasteur de Paris. 